# Guan Yu
Guan Yu, imiona publiczne: Changsheng, chiń 長生, później Yunchang, 雲長. Od roku 1615 znany także jako Guandi, 關帝 (ur. w Xiezhou w Shanxi, zm. w grudniu 219 w pobliżu dzisiejszego Dangyangu) – dowódca w służbie Liu Beia, po śmierci stopniowo uznany za boga chroniącego Cesarstwo Chińskie i jego ludność.

## Życiorys
Guan Yu urodził się w miejscowości Xiezhou w komanderii Hedong, w dzisiejszej prowincji Shanxi. Data jego urodzin i pochodzenie są nieznane. Z niejasnych dla historyków powodów bojąc się o swoje życie, uciekł do komanderii Zhuo (część dzisiejszej prowincji Hebei), gdzie dołączył do Liu Beia, który wówczas formował swoją prywatną armię. Według Kroniki Trzech Królestw Liu Bei, Guan Yu i Zhang Fei mieli być dla siebie jak bracia. Wspólnie brali oni udział w kampaniach Liu Beia na wschodzie. Na początku roku 200 Cao Cao pokonał Liu Beia, który po tej klęsce dołączył do Yuan Shao, i pojmał Guan Yu. Cao Cao traktował Guan Yu z wielkim szacunkiem i ustanowił go swoim generałem-porucznikiem (pian jiangjun). W służbie Cao Cao Guan Yu jeszcze w tym samym roku zabił Yan Lianga, generała Yuan Shao, ścinając jego głowę po ataku w pojedynkę na szeregi jego armii. Cao Cao uczynił go wówczas Markizem (tinghou) Hanshou, i czasami Guan Yu znany jest właśnie pod tytułem. Niemniej nadal czuł się on bardziej związany z Liu Beiem i wkrótce potem uciekł do niego. Cao Cao w uznaniu jego zasług i lojalności wobec Liu Beia zabronił go ścigać.
Niedługo potem Liu Bei dołączył do Liu Biao. Guan Yu wraz z Zhang Feiem byli zazdrośni o wpływy nowego doradcy Liu Beia, Zhuge Lianga, gdy jednak ich wódz zaczął naciskać, że potrzebuje jego rad, zaakceptowali jego obecność. Kiedy Liu Biao zmarł w roku 208, Liu Bei powierzył Guan Yu dowództwo nad flotą rzeki Han i ten poprowadził ją w dół rzeki, by mogła ona wziąć udział w bitwie o Czerwone Klify. Po tym zwycięstwie Guan Yu został mianowany przez Liu Beia generałem (jiangjun) i dowódcą obrony terenów na północ od Xiangyangu. Kiedy w roku 214 Liu Bei zdobył prowincję Yi (dzis. Syczuan), Guan Yu został postawiony na czele całej prowincji Jing, obejmującej komanderię Nanyang, ze stolicą w Wan (dzis. Nanyang), i rozciągającej się dalej na południe na tereny dzisiejszych prowincji Hubei i Hunan. W roku 215 Sun Quan zażądał od Liu Beia oddania mu prowincji Jing, która miała rzekomo kiedyś do niego należeć. Liu Bei odmówił, a kiedy Sun Quan wysłał swoich urzędników by ci przejęli władzę w komanderiach Changsha, Lingling i Guaying Guan Yu ich przepędził. Jednak dobrze zaplanowana kampania dowódców Sun Quana, Lu Su i Lü Menga, jak również zagrożenie ze strony Cao Cao zmusiły Liu Beia do zawarcia porozumienia, w którym oddawał Sun Quanowi komanderię Guaying i większą część Changsha. Odtąd granicą pomiędzy nimi była rzeka Xiang.
Wczesną wiosną roku 219 Liu Bei odniósł znaczące zwycięstwo nad siłami Cao Cao w bitwie pod Górą Dingjun i zajął kotlinę Hanzhong Pendi. W związku z tym przyjął on tytuł króla (wang) Hanzhongu, a Guan Yu nadał tytuł Generała Straży Przedniej (qian jiangjun). Ten jednak początkowo nie mógł się pogodzić z tym, iż musi dzielić najwyższą rangę z Zhang Feiem, Huang Zhongiem i Ma Chao, chociaż ostatecznie zaakceptował swój nowy tytuł. To zachowanie miało swoje źródło prawdopodobnie także w zażenowaniu faktem, że ostatni sukces w Hanzhongu został osiągnięty bez niego i związanym z tym poczuciem pewnej utraty znaczenia. Jeszcze w tym samym roku, w środku jesieni, w ramach ogólnej ofensywy Liu Beia na terytorium Cao Cao Guan Yu wyruszył na północ, chcąc zaatakować bronione przez Cao Rena Xiangyang. Cao Cao na pomoc Cao Renowi wysłał armię pod dowództwem Yu Jina, wkrótce jednak nadeszły ogromne jesienne ulewy, i żołnierze tego ostatniego w obliczu powodzi znaleźli się odseparowani od siebie na odizolowanych wzgórzach. W takich warunkach dysponujący flotą Guan Yu doszczętnie rozbił armię Yu Jina, z której wielu żołnierzy potonęło, a jego samego wziął do niewoli. Siły Cao Rena nadal broniły się jednak w Xiangyangu i jego bliźniaczym mieście Fen (dzisiaj tworzą jedno miasto), zaś w nadziei na ostateczny sukces Guan Yu zaczął ściągać rezerwy z linii Jangcy. Tym samym zlekceważył on jednak możliwe zagrożenie ze strony sił Sun Quana, którymi dowodził Lü Meng. Ten utwierdzał go w złudnym poczuciu bezpieczeństwa z jego strony, by w grudniu 219 roku zaatakować tyły wojsk Guan Yu w prowincji Jing. Kiedy Guan Yu odstąpił od oblężenia Cao Rena i pomaszerował przeciwko Lü Mengowi większość jego ludzi przeszła na stronę nieprzyjaciela, ponieważ był on w posiadaniu ich rodzin. Guan Yu został odizolowany w rejonie dzisiejszego Dangyangu, pomiędzy rzekami Jangcy i Han, i po odmowie poddania się w ostatniej potyczce został pojmany wraz z synem Guan Pingiem, po czym obaj zostali ścięci. Głowę Guan Yu Sun Quan miał odesłać Cao Cao, zaś resztę jego ciała pochować z wszelkimi honorami.

## Późniejszy kult

### Demon i lokalne bóstwo
Zgodnie z chińskimi ludowymi wierzeniami ludzie, którzy wiedli życie pełne przemocy i zginęli gwałtowną śmiercią, w szczególności żołnierze jak Guan Yu, często stawali się po śmierci demonami. Zasadniczo stanowiły one dla ludzi zagrożenie, jeśli jednak składano im odpowiednie ofiary i sprawowano właściwe rytuały, mogły one także odgrywać bardziej pozytywną rolę. Czasami pierwotny ryt przebłagalny prowadził do rozwoju kultu określonego demona, którego proszono o użycie swojej potężnej siły w celu pomocy ludziom. Tak też stało się z Guan Yu, wokół którego rozwinął się lokalny kult w miejscu jego śmierci i pochówku, w pobliżu góry Yuquan shan w rejonie dzisiejszego Dangyangu. Najwcześniejszą świątynię poświęcono mu właśnie w tym rejonie w roku 713. W późnym okresie Tang Guan Yu zaczęto wiązać z buddyjskim klasztorem na górze Yuquan shan. Pogrążony w medytacji na górze założyciel szkoły tiantai Zhiyi (538–597) miał ujrzeć Guan Yu, który zaczął domagać się od niego zwrotu swojej głowy. W odpowiedzi Zhiyi udzielił mu lekcji karmy, mówiąc, że kto ścina innym głowy, sam ginie od ścięcia głowy. Pod wrażeniem karmicznej logiki Guan Yu miał przyjąć od Zhiyi nauki dharmy, zbudować dla niego klasztor na górze i zostać jego strażnikiem. Klasztorna inskrypcja z 722 roku nie wspomina o Guan Yu, mówiąc także raczej o Shenxiu (605–706) niż Zhiyi. Dopiero w inskrypcji z 820 roku pojawia się Guan Yu i Zhiyi, a w pełni rozwinięta wersja legendy znajduje się w inskrypcji z 1081 roku. Mamy tu zatem do czynienia z buddyjską adaptacją lokalnego, początkowo czysto chińskiego kultu, który za pomocą odpowiedniej opowieści został powiązany ze stworzeniem klasztoru.

### Guan Yu i taoizm
Początkowo główną rolę w rozprzestrzenianiu kultu Guan Yu odgrywał jednak nie buddyzm, ale taoizm. Niektórzy taoistyczni duchowni mieli posiadać moc przywoływania lokalnie czczonych demonów, takich jak Guan Yu, w celu odpędzenia innych niebezpiecznych demonów. Do takiego zdarzenia miało dojść w okresie Song, kiedy rząd napotkał trudności w dalszym wydobywaniu soli ze słonego jeziora Xiechi w rodzinnym powiecie Guan Yu. Według pochodzącej z przełomu XIII i XIV wieku wersji wydarzeń kiedy cesarz Zhenzong (998–1022) wyniósł Huangdi do rangi pierwszego przodka dynastii Song i nakazał, by w każdej taoistycznej świątyni znajdowała się sala poświęcona temu Świętemu Przodkowi, Xiechi nagle zaczęło mieć zbyt mało wody. Przybyłemu na miejsce w celu zbadania sprawy urzędnikowi we śnie ukazał się zabity niegdyś przez Huangdi Chiyou, oświadczając że poczuł się bardzo urażony wystawieniem świątyń swojemu zabójcy. W odwecie za tę zniewagę wyczerpał on wodę jeziora (należy tutaj zauważyć, że w okresie Tang i Song wierzono, iż po śmierci Chiyou jego posolona przez Huangdi krew została zamieniona w wody jeziora Xiechi, które okresowo przybierały kolor czerwony). W odpowiedzi za radą Wang Qinruo (962–1025) cesarz wysłał osobę mającą sprawować lokalny kult Chiyou, ten jednak ukazał się jej domagając się zniszczenia świątyń poświęconych Huangdi, inaczej wyczerpie on wody jeziora, wstrzyma wzrost pięciu zbóż i spowoduje że Zachodni Barbarzyńcy zaczną sprawiać kłopoty na granicy. Tym razem za radą Wang Qinruo cesarz wezwał taoistycznego Niebiańskiego Mistrza, który przywołał Guan Yu, prawdopodobnie z powodu jego osobistych związków z regionem. Ten na rozkaz cesarza wydał walkę Chiyou i pokonał go, stając na czele armii żołnierzy-cieni. Po pięciu dniach burz jezioro Xiechi powróciło do swojego dawnego stanu. Według innej tradycji, mniej sławnej, ale najprawdopodobniej bliższej prawdzie historycznej, do egzorcyzmu miało dojść na zlecenie cesarza Huizonga (1101–1126), który poprosił o niego w związku z powodzią, uważaną za dzieło smoka. Przywołany przez Niebiańskiego Mistrza Zhang Jixiana (1092–1126) Guan Yu pokonał smoka. Wydarzenie to, odnotowane w źródłach zarówno taoistycznych jak i innych, odegrało decydującą rolę w legitymizacji tradycji Niebiańskich Mistrzów i zaowocowało budową znacznej liczby świątyń poświęconych Guan Yu. Guan Yu otrzymał od Huizonga tytuł króla (wang) (już od czasów dynastii Tang posiadał tytuł księcia (gong) oraz zaczął być czczony przez taoistów jako yuanshuai, niebiański strażnik chroniący taoistyczną wiarę. Odgrywał on odtąd prominentną rolę jako bóstwo przywoływane podczas taoistycznych egzorcyzmów w celu walki z demonami.

### Rozwój kultu Guan Yu w okresie Yuan i Ming
Kiedy dynastia Song została zagrożona przez inwazje kolejnych barbarzyńców, Guan Yu "chronił tyle miast przed atakiem, że skończył jako bóg miasta w wielu municypiach". W okresie Yuan Guan Yu zastąpił Jiang Taigonga jako oficjalny bóg wojny. Ważniejsze dla rozprzestrzenienia jego kultu były jednak inne zjawiska. Historia jego walki z Chiyou była częstym tematem dramatów tego okresu, to także wtedy rozpoczęło się tworzenie opowieści zebranych potem na początku okresu Ming jako "Opowieści o Trzech Królestwach". Obraz Guan Yu w tej niezwykle popularnej powieści, gdzie jest on symbolem rycerskości, lojalności wobec przyjaciół i prawowitej dynastii oraz zarazem obrońcą prostych ludzi bardzo przyczynił się do dalszego wzrostu jego kultu. W okresie Ming kupcy zaczęli odwoływać się do niego jako bóstwa mającego zapewniać bezpieczeństwo ich podróży oraz gwarantującego wzajemną uczciwość kontrahentów. Po pewnym czasie Guan Yu stał się po prostu bogiem bogactwa. Dla członków tajnych stowarzyszeń i zwykłych związków przestępczych Guan Yu był gwarantem wzajemnej lojalności. W triadach rytuały inicjacji oraz karania zdrajców odbywały się przed ołtarzami jego oraz założycieli organizacji. Demoniczne i wojownicze aspekty pierwotnego kultu Guan Yu zostały stopniowo niemal zapomniane i buddyści zaadaptowali go jako obrońcę swoich świątyń, co było dodatkowym czynnikiem rozprzestrzeniania się czci dla niego. To powiązanie z buddyzmem stało się jednym z dominujących aspektów jego obrazu i wcześniejsze związki z taoizmem w chińskiej świadomości uległy osłabieniu. Do dziś w świątyniach buddyjskich na Tajwanie Guan Yu jest bogiem strzegącym ich wejścia. W przypadku wieśniaków bóstwo chroniące świątynie szybko stało się bóstwem chroniącym wiejskie społeczności i chłopi zaczęli poszukiwać u Guan Yu ochrony przed klęskami żywiołowymi, chorobami i po prostu szczęścia. Ostatecznym świadectwem wzrostu znaczenia kultu Guan Yu w okresie Ming było przyznanie mu w roku 1615 tytułu cesarza (di), oraz uznanie go za protektora cesarstwa. Od tej pory Guan Yu zaczął być nazywany Guandi.

### Kult Guandi w okresie Qing i później

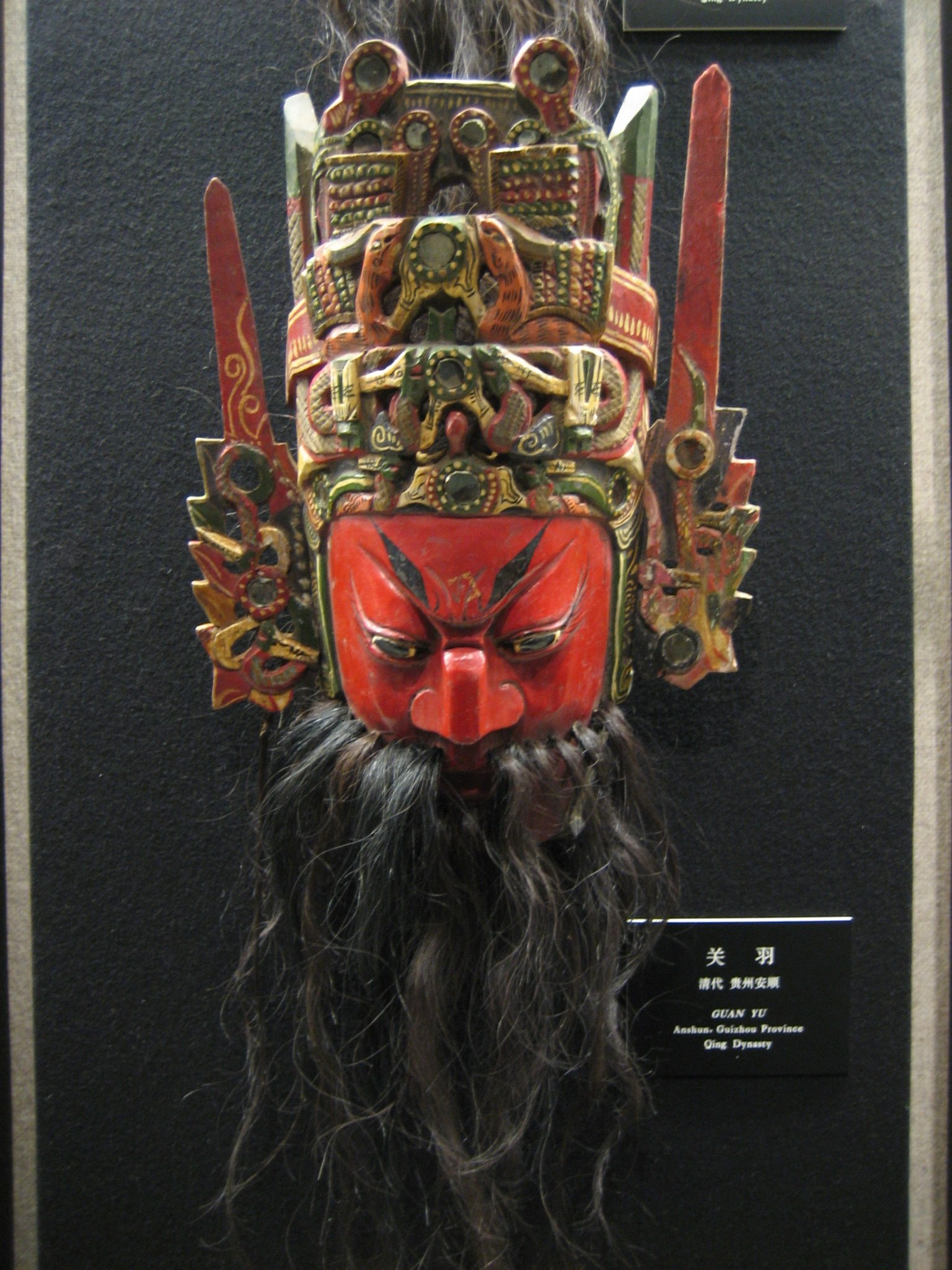
Maska Guandi z okresu Qing

Dynastia Qing podniosła oficjalny kult Guandi na jeszcze wyższy poziom. Odnalezienie jego rzekomej genealogii pozwoliło na zapełnienie luki, jaką dotychczas stanowiło jego nieznane pochodzenie, co było niezwykle ważne z punktu widzenia konfucjańskiej cnoty miłości synowskiej. Z tej okazji w roku 1693 wydano jego oficjalny żywot, w którym został on opisany jako znawca konfucjańskich pism, w szczególności zaś zasad Kroniki Wiosen i Jesieni. Według autorów żywota w przeciwieństwie do Sima Qiana, który miał być odzwierciedleniem ideału uczonego, Guandi miał uosabiać czynny aspekt konfucjanizmu. W roku 1725 przodkowie Guandi trzy pokolenia wstecz otrzymali tytuł księcia. Dla państwa i związanego z nim konfucjanizmu Guandi był przede wszystkim obrońcą cesarstwa i jego instytucji. Podczas powstania Białego Lotosu w roku 1813 cesarz Jiaqing publicznie ogłosił pojawienie się Guandi po stronie cesarskich wojsk. W roku 1853, podczas inspirowanej chrześcijaństwem rebelii tajpingów, która wydawała się zagrażać nie tylko cesarstwu, ale samym podstawom konfucjańskiego systemu, kult Guandi otrzymał tę samą rangę co kult Konfucjusza. Cesarze dynastii Qing dążyli do rozpowszechnienia kultu Guandi na wszystkie wioski, co było jednym z powodów tego, iż "prawdopodobnie był on najbardziej popularnym bogiem czczonym w wioskach północnych Chin". Stele Guandi znajdowane w wielu wsiach pokazują, że z jego obrazem wiązano przede wszystkim wartości konfucjańskie i lojalność wobec istniejącej władzy. Niemniej zwykli chłopi prosili go o wszelkie możliwe dobrodziejstwa, włącznie z deszczem i uzdrowieniem.
W roku 1914 Yuan Shikai nakazał budowę świątyni wojskowych bohaterów w której czczono Guandi, Yue Fei i dwudziestu czterech pomniejszych herosów. W okresie Republiki nadal czczono Guandi, a podobno nawet opierano na tym lojalność tajnej policji Kuomintangu. Niemniej polityka niszczenia świątyń i innych wiejskich instytucji religijnych w celu znalezienia środków na budowę lokalnych szkół i policji podkopała podstawy jego kultu. Republikański reżim podjął także kilka kampanii walki z "zabobonami", co utorowało drogę późniejszym, zakrojonym na dużo większą skalę działaniom komunistów. Generalnie "dwudziesty wiek w Chinach był czasem, kiedy kult Guandi zaczął słabnąć, jak zresztą większość innych religijnych kultów".